# دوريل سمرز
دوريل سمرز (بالإنجليزية: Durrell Summers)‏ مواليد 2 أبريل 1989 في ديترويت، هو لاعب كرة سلة أمريكي. بدأ مسيرته الاحترافية في سنة 2011. يحمل الرقم 1. يبلغ طوله 6 قدم 5 بوصة (2.0 م). لعب كرة السلة الجامعية في جامعة ولاية ميشيغان.

## المسيرة الاحترافية
لعب مع مين ريد كلوز في موسم 2011–2012، ثم لعب مع تروتاموندوس دي كارابوبو في سنة 2013، ثم لعب مع ويستتشستر نيكس في سنة 2015.

## روابط خارجية
- دوريل سمرز على موقع كرة السلة الأوروبية.كوم (الإنجليزية)
- دوريل سمرز على موقع إي إس بي إن.كوم (الإنجليزية)
- دوريل سمرز على موقع كلية كرة السلة في سبورتس رفرنس.كوم (الإنجليزية)
- دوريل سمرز على موقع ريلجم (الإنجليزية)
- دوريل سمرز على موقع بروبوليرز (الإنجليزية)
- دوريل سمرز على موقع سبورتس رفرنس (الإنجليزية)